# Aprostocetus viridiflavus
Aprostocetus viridiflavus är en stekelart som beskrevs av Girault 1913. Aprostocetus viridiflavus ingår i släktet Aprostocetus och familjen finglanssteklar. Inga underarter finns listade i Catalogue of Life.